# فهرست قنات‌های شهرستان فاروج
جدول زیر براساس آمار وزارت جهاد کشاورزی تهیه شده‌است. فهرست زیر قنات‌های شهرستان فاروج در استان خراسان رضوی را نشان می‌دهد.
| نام قنات     | موقعیت                  | نزدیک‌ترین روستا | طول قنات (متر) | تعداد میله چاه | عمق مادر چاه | دبی (لیتر بر ثانیه) | سطح زیر کشت (هکتار) |
| ------------ | ----------------------- | --------------- | -------------- | -------------- | ------------ | ------------------- | ------------------- |
| اب شیرین     | بخش مرکزی شهرستان فاروج | سینگلی سفلی     | ۳۰۰۰           | ۵۰             | ۳۰           | ۲۵                  | ۲۵۰                 |
| ابدیوانه چری | بخش مرکزی شهرستان فاروج | اب دیوانه چری   | ۳۰۰۰           | ۱۰۰            | ۲۴           | ۱۵                  | ۵۰                  |
| اسطرخی       | بخش مرکزی شهرستان فاروج | اسطرخی          | ۱۲۰            | ۱۰             | ۱۰           | ۶                   | ۳۰                  |
| اعظم‌آباد     | بخش مرکزی شهرستان فاروج | احسان‌آباد       | ۴۰۰            | ۱۸             | ۱۵           | ۴                   | ۴                   |
| اقشخان       | بخش مرکزی شهرستان فاروج | خبوشان          | ۲۰۰            | ۱۵             | ۱۳           | ۲۰                  | ۲۴                  |
| المو         | بخش مرکزی شهرستان فاروج | فرهادان         | ۳۵۰            | ۱۴             | ۳            | ۵                   | ۱۵                  |
| اندف         | بخش مرکزی شهرستان فاروج | حصار            | ۱۳۰۰           | ۳۰             | ۲۰           | ۲۰                  | ۴۰۰                 |
| بیرم‌آباد     | بخش مرکزی شهرستان فاروج | بیرم‌آباد        | ۳۰۰            | ۱۵             | ۱۲           | ۸                   | ۸                   |
| ترقی         | بخش مرکزی شهرستان فاروج | ترقی            | ۱۷۰۰           | ۵۰             | ۲۴           | ۲۰                  | ۳۶۰                 |
| ترنیک        | بخش مرکزی شهرستان فاروج | ترنیک           | ۳۰۰۰           | ۱۰۰            | ۳۰           | ۱۵                  | ۵۰                  |
| جدید         | بخش مرکزی شهرستان فاروج | محمدرضاخان      | ۲۰۰۰           | ۲۵             | ۲۴           | ۷۵                  | ۱۵۰                 |
| جهان‌آباد     | بخش مرکزی شهرستان فاروج | نجف‌آباد         | ۵۰۰۰           | ۱۰۰            | ۴۱           | ۳۰                  | ۱۸۰                 |
| حاجی تقی     | بخش مرکزی شهرستان فاروج | حاجی تقی        | ۵۰۰۰           | ۵۶             | ۴۰           | ۱۵                  | ۱۵۰                 |
| حاجی رضا     | بخش مرکزی شهرستان فاروج | تیتکانلو        | ۱۵۰۰           | ۴۱             | ۱۵           | ۳                   | ۷                   |
| خیرآباد      | بخش مرکزی شهرستان فاروج | خیرآباد         | ۲۰۰۰           | ۵۰             | ۳۰           | ۲۵                  | ۲۵۰                 |
| خیرآباد      | بخش مرکزی شهرستان فاروج | خیرآباد         | ۲۰۰۰           | ۴۰             | ۱۵           | ۱۵                  | ۱۰۰                 |
| دم مسجد      | بخش مرکزی شهرستان فاروج | خبوشان          | ۵۰۰            | ۰              | ۲۰           | ۸                   | ۲۰                  |
| دوخت سر      | بخش مرکزی شهرستان فاروج | امیرآباد        | ۳۰۰            | ۱۱             | ۱۰           | ۱۰                  | ۱۵                  |
| دوستی        | بخش مرکزی شهرستان فاروج | احسان‌آباد       | ۱۵۰۰           | ۴۰             | ۱۰           | ۸                   | ۴                   |
| دی نظر       | بخش مرکزی شهرستان فاروج | خبوشان          | ۸۰۰            | ۱۰             | ۲۵           | ۵                   | ۴۰                  |
| ذاکرانلو     | بخش مرکزی شهرستان فاروج | خواجه ها        | ۱۲۰۰           | ۳۰             | ۳۷           | ۸                   | ۱۴                  |
| رد           | بخش مرکزی شهرستان فاروج | محمدرضاخان      | ۴۲۵۰           | ۶۵             | ۱۸           | ۲۰                  | ۴۰                  |
| رستم‌آباد     | بخش مرکزی شهرستان فاروج | رستم‌آباد        | ۲۰۰۰           | ۵۰             | ۷۰           | ۱۵                  | ۲۰۰                 |
| رضی‌آباد      | بخش مرکزی شهرستان فاروج | روچری           | ۲۰۰۰           | ۶۵             | ۱۸           | ۱۵                  | ۵۰                  |
| زوچری        | بخش مرکزی شهرستان فاروج | چری             | ۲۰۰۰           | ۳۵             | ۲۰           | ۱۵                  | ۲۰                  |
| سلیمان‌آباد   | بخش مرکزی شهرستان فاروج | سلیمان‌آباد      | ۳۵۰۰           | ۵۰             | ۵۰           | ۴۰                  | ۲۵۰                 |
| سه گنبد      | بخش مرکزی شهرستان فاروج | سه گنبد         | ۲۰۰۰           | ۶۰             | ۵۰           | ۲۵                  | ۹۰۰                 |
| سیاهدشت      | بخش مرکزی شهرستان فاروج | سیاهدشت         | ۴۰۰۰           | ۸۰             | ۴۰           | ۳۰                  | ۲۸۰                 |
| سینگلی شور   | بخش مرکزی شهرستان فاروج | سینگلی علیا     | ۱۰۰۰           | ۱۰             | ۲۵           | ۲۵                  | ۱۶۰                 |
| صلاح الدین   | بخش مرکزی شهرستان فاروج | خواجه ها        | ۱۵۰۰           | ۳۵             | ۴۰           | ۱۵                  | ۱۵                  |
| طالق         | بخش مرکزی شهرستان فاروج | اقباغ           | ۴۵۰            | ۲۲             | ۶            | ۷                   | ۱۵                  |
| قره تپه      | بخش مرکزی شهرستان فاروج | نجف‌آباد         | ۲۱۰۰           | ۸۵             | ۳۰           | ۲۵                  | ۲۵۰                 |
| قنات پائین   | بخش مرکزی شهرستان فاروج | گزکوه           | ۲۰۰۰           | ۵۵             | ۳۳           | ۱۵                  | ۲۰۰                 |
| لنگر آق باغ  | بخش مرکزی شهرستان فاروج | آق باغ          | ۷۰۰            | ۳۰             | ۲۵           | ۵                   | ۴۰                  |
| مجیدآباد     | بخش مرکزی شهرستان فاروج | مایوان          | ۲۰۰۰           | ۲۵             | ۲۰           | ۱۸                  | ۵۰                  |
| محمدآباد     | بخش مرکزی شهرستان فاروج | محمدآباد        | ۲۰۰            | ۱۱             | ۶            | ۸                   | ۴                   |
| محمدرضاخان   | بخش مرکزی شهرستان فاروج | محمدرضاخان      | ۳۰۰۰           | ۳۵             | ۱۸           | ۲۵                  | ۱۰۰                 |
| مفرنقا’      | بخش مرکزی شهرستان فاروج | مفرنقا’         | ۲۰۰۰           | ۶۵             | ۲۵           | ۴۰                  | ۴۵۰                 |
| میرفضل ا     | بخش مرکزی شهرستان فاروج | میرفضل ا        | ۲۸۰۰           | ۵۰             | ۱۵           | ۱۰                  | ۲۰                  |
| نجف‌آباد      | بخش مرکزی شهرستان فاروج | نجف‌آباد         | ۷۰۰۰           | ۱۱۰            | ۴۸           | ۱۰                  | ۹۰۰                 |
| نخودک        | بخش مرکزی شهرستان فاروج | خبوشان          | ۱۲۰۰           | ۲۰             | ۱۸           | ۸                   | ۱۵                  |
| نصرت‌آباد     | بخش مرکزی شهرستان فاروج | مایوان          | ۱۵۰۰           | ۳۵             | ۲۰           | ۲۰                  | ۵۰                  |
| نعمت‌آباد     | بخش مرکزی شهرستان فاروج | نعمت‌آباد چری    | ۲۸۰۰           | ۶۰             | ۲۰           | ۱۵                  | ۱۰۰                 |
| نقاب         | بخش مرکزی شهرستان فاروج | نقاب            | ۳۰۰۰           | ۱۰۰            | ۲۰           | ۱۵                  | ۱۰۰                 |
| نورمحمدالنگ  | بخش مرکزی شهرستان فاروج | نورمحمد         | ۱۰۰            | ۸              | ۱۰           | ۵                   | ۲۰                  |
| هاشمیه       | بخش مرکزی شهرستان فاروج | گزکوه           | ۲۰۰۰           | ۵۱             | ۳۸           | ۱۵                  | ۱۵                  |
| کرنه حصار    | بخش مرکزی شهرستان فاروج | حصاراندف        | ۱۳۰۰           | ۷۰             | ۱۸           | ۱۲                  | ۵۰                  |
| کلاته باغی   | بخش مرکزی شهرستان فاروج | خرق             | ۳۰۰            | ۱۵             | ۷            | ۱۰                  | ۴۵                  |
| کلاته میرزا  | بخش مرکزی شهرستان فاروج | اسفجیر          | ۴۰۰            | ۱۵             | ۱۸           | ۳                   | ۵۰                  |
| کلاته کاریز  | بخش مرکزی شهرستان فاروج | اسفجیر          | ۲۰۰            | ۸              | ۱۲           | ۵                   | ۴۸                  |
| کلاته گلر    | بخش مرکزی شهرستان فاروج | احسان‌آباد       | ۳۰۰            | ۱۵             | ۱۰           | ۱۲                  | ۱۵                  |
| کهنه قلعه    | بخش مرکزی شهرستان فاروج | فرهادان         | ۳۵۰            | ۱۱             | ۱۳           | ۴                   | ۲                   |
| گلشن‌آباد     | بخش مرکزی شهرستان فاروج | مایوان          | ۲۰۰۰           | ۴۰             | ۲۰           | ۲۰                  | ۲۵۰                 |
| گور          | بخش مرکزی شهرستان فاروج | خبوشان          | ۷۰۰            | ۱۵             | ۱۵           | ۱۰                  | ۳۰                  |
| یان چشمه     | بخش مرکزی شهرستان فاروج | بیوک علیا       | ۱۵۰            | ۸              | ۲۳           | ۴                   | ۵                   |